# Lac Doda
Lac Doda är en sjö i Kanada.   Den ligger i regionen Nord-du-Québec och provinsen Québec, i den östra delen av landet, 400 km norr om huvudstaden Ottawa. Lac Doda ligger 336 meter över havet. Arean är 76 kvadratkilometer. 
Trakten runt Lac Doda är nära nog obefolkad, med mindre än två invånare per kvadratkilometer.